# Julia Child
Julia Child, da nubile: Julia Carolyn McWilliams (Pasadena, 15 agosto 1912 – Santa Barbara, 13 agosto 2004), è stata una cuoca, scrittrice e personaggio televisivo statunitense.
Autrice di libri di cucina, ha pubblicato nel 1961 assieme a due colleghe gourmand francesi il suo ricettario più conosciuto, Mastering the Art of French Cooking, scritto sulla base della sua esperienza di vita a Parigi dove abitò seguendo il marito, Paul Child, funzionario di un ente governativo statunitense. Il libro fu un successo tale che fu insignita della Presidential Medal of Freedom.
Il suo biografo, Noël Riley Fitch, l'ha definita «una pioniera del piacere in un paese puritano».
Pratica e razionale, per suo conto amava sostenere che:
(citato in The National - CBC TV)

## Biografia
Figlia di John e Julia Carolyn McWilliams, detta "Caro", era la maggiore di tre fratelli (oltre a lei, John III, 1914–2002, e Dorothy D., 1917–2006). Cresciuta in una famiglia altolocata, disprezzava i piatti della cucina tradizionale del New England preparati dal cuoco di famiglia. Studiò alla Westridge School e alla Polytechnic School e alla Branson School di Ross, California. Alta di statura (1,88 m), la Child in gioventù si dedicò al tennis, al golf e al basket. Continuò a praticare sport anche durante la frequentazione dello Smith College, dove si diplomò nel 1934 conseguendo un Bachelor of Arts in lingua inglese.
Conseguito il baccellierato si trasferì a New York, dove lavorò come copywriter per l'ufficio pubblicità della W. & J. Sloane. Tornata in California nel 1937, passò gli anni successivi a scrivere per giornali locali continuando a lavorare in campo pubblicitario. Entrata a far parte nel 1941 dell'Office of Strategic Services (OSS) come ripiego per il mancato arruolamento, a causa della sua altezza, nello Women's Army Corps (WACs) o nella U.S. Navy, iniziò la carriera nel quartier generale a Washington, lavorando direttamente alle dipendenze del capo dell'OSS, generale William Joseph Donovan. Come assistente al settore ricerche della Secret Intelligence division, trascrisse decine di migliaia di nominativi su cartoncini bianchi che servivano da schedario. Per un anno lavorò poi all'OSS Emergency Rescue Equipment Section (ERES), sempre a Washington.

### Il periodo in Asia
Nel 1944 fu inviata a Kandy, Ceylon (ora Sri Lanka), con compiti di registrazione e catalogazione delle comunicazioni OSS (Office of Strategic Services) con la rete clandestina di agenti in Asia. Un ulteriore trasferimento la portò successivamente in Cina, dove le fu attribuito l'Emblem of Meritorious Civilian Service come responsabile del Registry of the OSS Secretariat.

### Le nozze e il trasferimento a Parigi

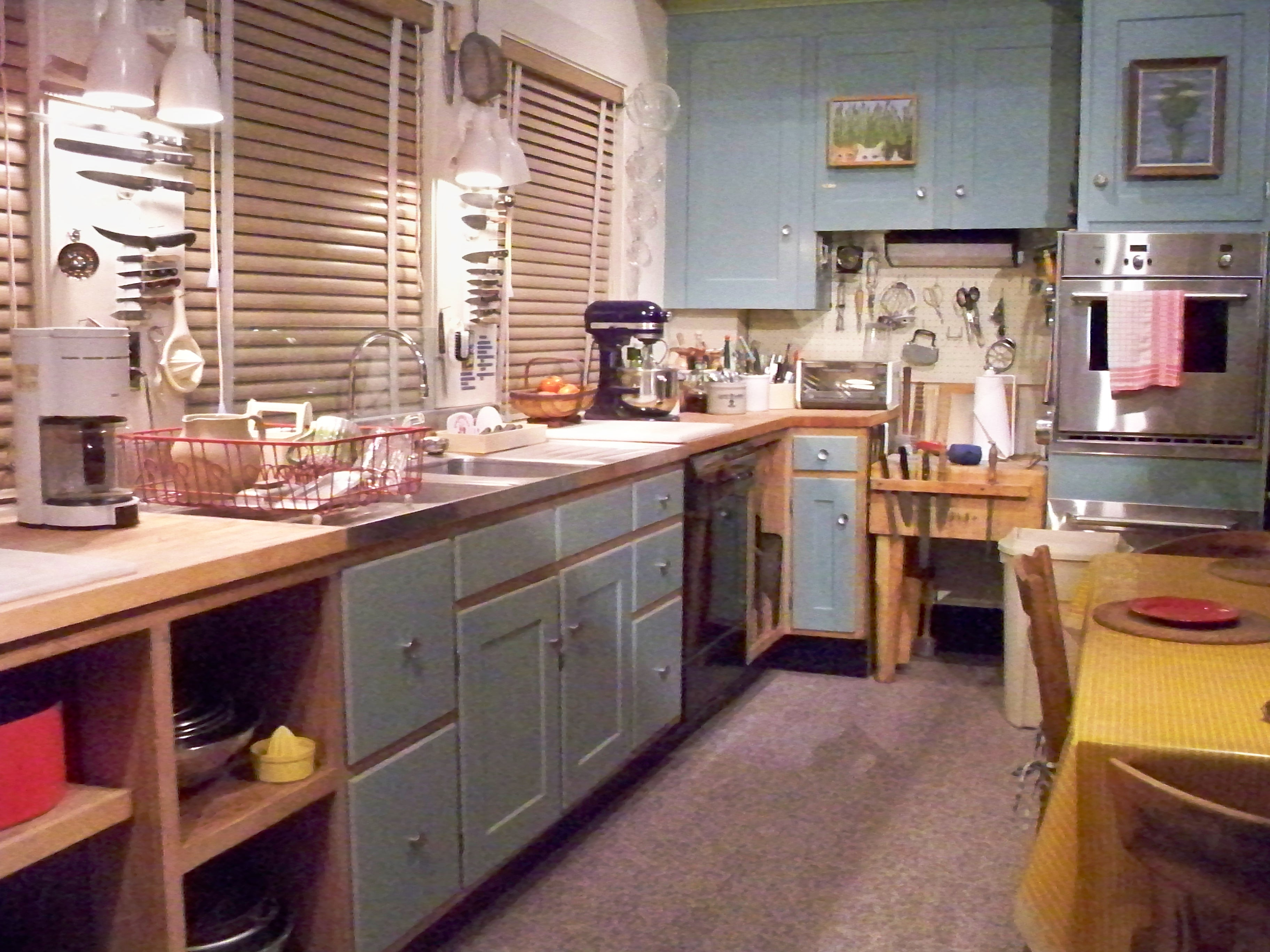
La cucina di Julia Child esposta allo Smithsonian National Museum of American History

Dopo la guerra, Julia si sposò con Paul Cushing Child, il 1º settembre 1946 a Lumberville, in Pennsylvania,; quindi la coppia si trasferì a Washington. Paul Child, originario del New Jersey, aveva vissuto a Parigi come artista e poeta, ed era già allora conosciuto per il raffinato palato. Fu lui, mentre si apprestava ad entrare a far parte dell'United States Foreign Service, ad avvicinare la moglie ai segreti della grande cucina. Nel 1948 i due coniugi si trasferirono a Parigi dopo che l'US State Department assegnò a Paul la carica di funzionario dell'United States Information Agency. La coppia non ha avuto figli.

## Nella cultura di massa
- Julia Child ha fatto conoscere la cucina francese e le relative tecniche culinarie al pubblico statunitense attraverso diversi libri e trasmissioni televisive  di cucina, principalmente la trasmissione The French Chef andata in onda dal 1963 in cui presentava ricette che utilizzavano ingredienti complicati, cucinati in modo quantomeno stravagante. Nelle sue presentazioni culinarie cambiava il tono della voce rivolgendosi direttamente e in modo buffo al cibo, con esiti comici ma nel consapevole tentativo di tenere desta l'attenzione dell'audience.

- La sua vita è raccontata nel film del 2009 di Nora Ephron Julie & Julia, interpretato da Meryl Streep nel ruolo di Julia Child studentessa al Cordon Bleu e Amy Adams in quello di Julie Powell, autrice statunitense del libro Julie & Julia: 365 Days, 524 Recipes, 1 Tiny Apartment Kitchen basato sull'opera della Child. Julia Child è stata autrice anche di un'autobiografia intitolata My Life in France (servita anch'essa come base per il film della Ephron), in cui racconta del tempo in cui visse in Francia. Da tale esperienza di vita nacque il suo amore per la cucina francese.

- Child è stata oggetto di parodie per il suo curioso modo di presentare i programmi televisivi di argomento culinario che le venivano affidati. In particolare una riuscita imitazione della gourmand è stata fatta da Olaf il cuoco svedese, personaggio dei Muppet.

- Il personaggio di Mulia Mild è ispirato a lei.

- Nel 2022 HBO Max ha realizzato una serie televisiva incentrata sulla carriera televisiva della Child, interpretata da Sarah Lancashire.

## Frasi più famose
"Il solo momento buono per mangiare cibi dietetici è mentre si aspetta che la bistecca sia cotta."
"Una festa senza una torta è solo una riunione!"
"Le persone che amano mangiare sono sempre le migliori"